# Транс'європейський газопровід
Транс'європейський газопровід (Trans Europa Naturgas Pipeline (TENP)) – магістральний газопровід Аахен-Шверштадт – від німецько-нідерландського до німецько-швейцарського кордону. Побудований у 1972–1974 рр. Модернізований у 1978 і 2009 рр. Протяжність траси 968 км. Продуктивність 15,5 млрд куб. м природного газу.
Сьогодні власником транспортної системи є Trans Europa Natural Gas Pipeline GmbH & Co. KG, Ессен. Акціонерами (обмеженими партнерами) TENP GmbH & Co. KG є Open Grid Europe та бельгійський оператор мережі Fluxys. Fluxys придбала частку у вересні 2011 року від італійської нафтової компанії ENI.

## Інтернет-ресурси
- Eni antitrust hearing set for Nov 27 - EU
- ec.europa.eu
- enid.it[недоступне посилання з липня 2019]
- europetroli.com
- eni.com
- Wartungsarbeiten an der Gasleitung beginnen Ende August